# 4928 Vermeer
4928 Vermeer (1982 UG7) là một tiểu hành tinh vành đai chính được phát hiện ngày 21 tháng 10 năm 1982 bởi L. G. Karachkina ở Nauchnyj.